# Jayapangus
Jayapangus (vladao 1178. – 1181.) bio je kralj Balija. Poznat je s natpisa povezanih s određivanjem poreza.

## Životopis
Bio je potomak slavnog vladara Airlangge.
Jayapangus je bio prethodnik slavne kraljice Arjayadengjayaketane, kojoj je možda bio otac.